# Yelamu
Yelamu, jedno od Costanoan plemena s kalifornijske obale, koji su imali naselja u v+rijeme dolaska španjolskih misionara (1769) na mjestu grada i okruga San Francisco. Ovih sela bilo je pet: Amuctac kod Visitacion Valley; Chutchui, kod misije Dolores u San Franciscu; Petlenuc (Patnetac), kod Presidio of San Francisco; Sitlintac (kod Hodgea Sittintac), u dolini Mission Creek u San Franciscu; Tubsinte (Tubisuste; Hodge), kod sadašnjeg Visitacion Valley.
Prvi Yelamu Indijanci pokršteni su između 1777 i 1779. Svoj identitet izgubili su na misiji San Francisco de Asís, koju je utemeljio Otac Francisco Palóu 29. lipnja 1776.

## Vanjske poveznice
- Shooting, spearing, grabbing, trapping